# ゴールドドリーム
ゴールドドリーム（欧字名:Gold Dream、2013年4月19日 - ）は、日本の競走馬・種牡馬。主な勝ち鞍は2017年のフェブラリーステークス、チャンピオンズカップ、2018年・2019年のかしわ記念連覇、2018年の帝王賞。

## 競走馬時代

### デビュー前
2013年4月19日に北海道安平町のノーザンファームで誕生。共有馬主システム「LEX PRO」から総額2,200万円（220万円×10口）で募集され、ノーザンファーム空港牧場のR厩舎で育成された。育成中から我の強い気性を示す一方で腰とトモに弱さがあったため、ベテランの騎乗スタッフが調教を任されていた。

### 2歳（2015年）
12月13日の阪神新馬戦でデビュー。後方待機から最後の直線で一気に突き抜けてデビュー戦を飾る。

### 3歳（2016年）
1月5日の500万下競走は1番人気に応えて勝利、2月21日のヒヤシンスステークスでも5番人気ながら2着ストロングバローズに2馬身差を付けて快勝した。初の重賞挑戦となった5月4日の兵庫チャンピオンシップでは1.3倍の圧倒的支持を受けたが、先頭でレースを引っ張ったケイティブレイブに7馬身差を付けられ初黒星を喫した。
次走は6月19日のユニコーンステークスに出走。前走で伏竜ステークスを制覇していたストロングバローズと僅差の2番人気に推されると、直線では同馬との叩き合いをクビ差制して重賞初制覇を飾った。続く7月13日のジャパンダートダービーでは1番人気に推され、ケイティブレイブが逃げる展開の中で好位から競馬を進めたが、直線では道中で並ぶような位置取りだった勝ち馬キョウエイギアのような伸びを見せられず3着に敗れた。
鞍上がミルコ・デムーロに乗り替わった11月12日の武蔵野ステークスではこの年のフェブラリーステークス優勝馬モーニンに次ぐ2番人気の支持を受けたが、直線入口で他馬と接触して一瞬前が詰まる不利もあり、外から脚を伸ばしたものの2着となった。その後12月4日のチャンピオンズカップに出走、6連勝中のJBCクラシック勝ち馬アウォーディーが2.2倍の支持を受ける中で5.3倍の2番人気となった。しかしテンションの高さからスタートではやや出遅れ、道中では好位の一角に位置を取ったが前半1000m60秒6のハイペースが影響して直線では伸びずに後退、デビュー以来初めての馬券圏外となる12着に大敗した。

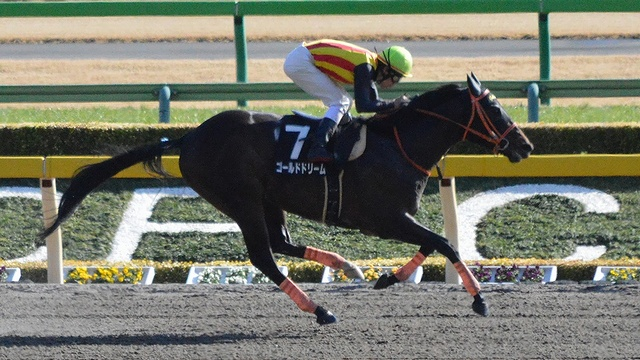
ヒヤシンスS
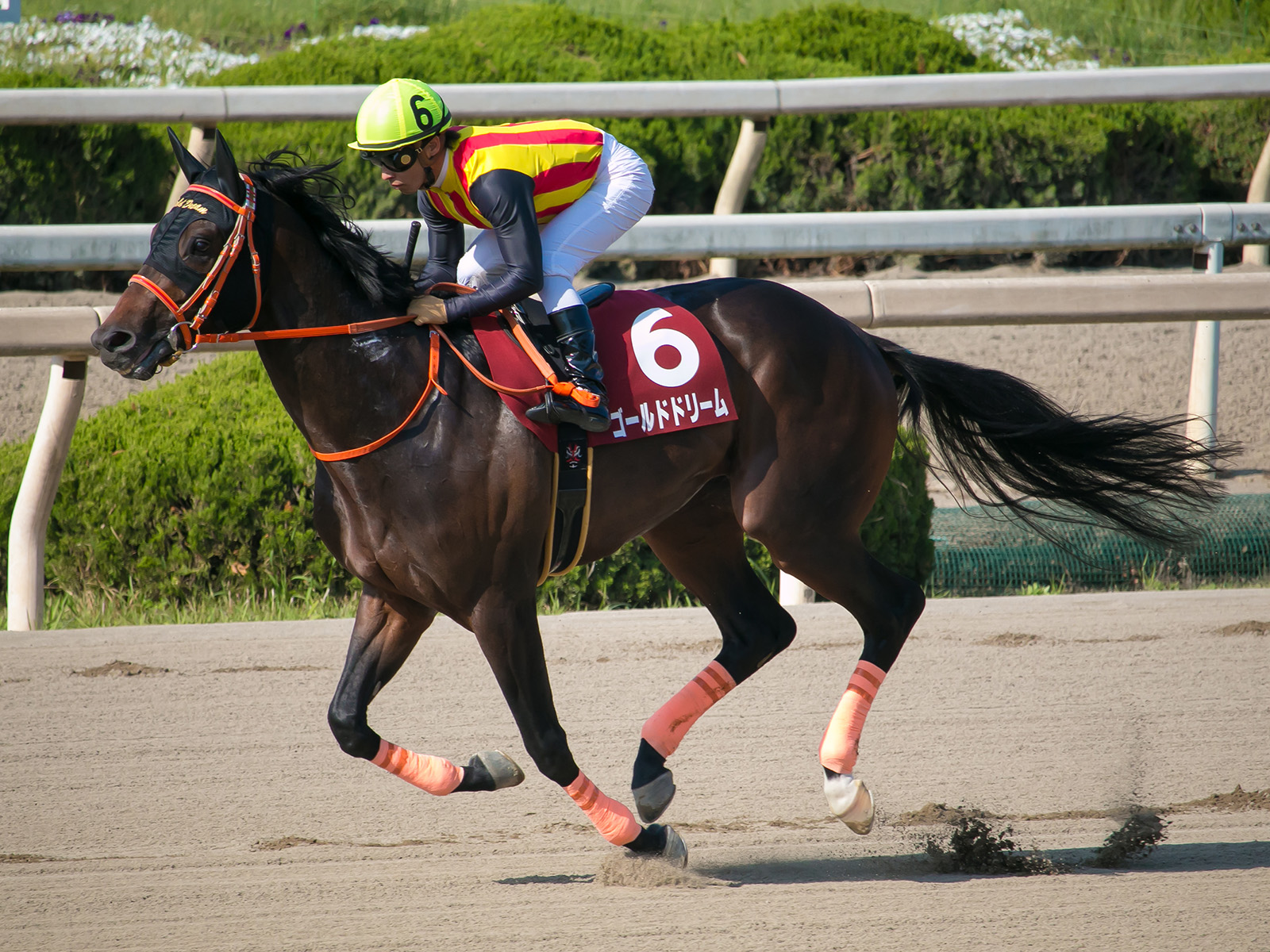
兵庫CS
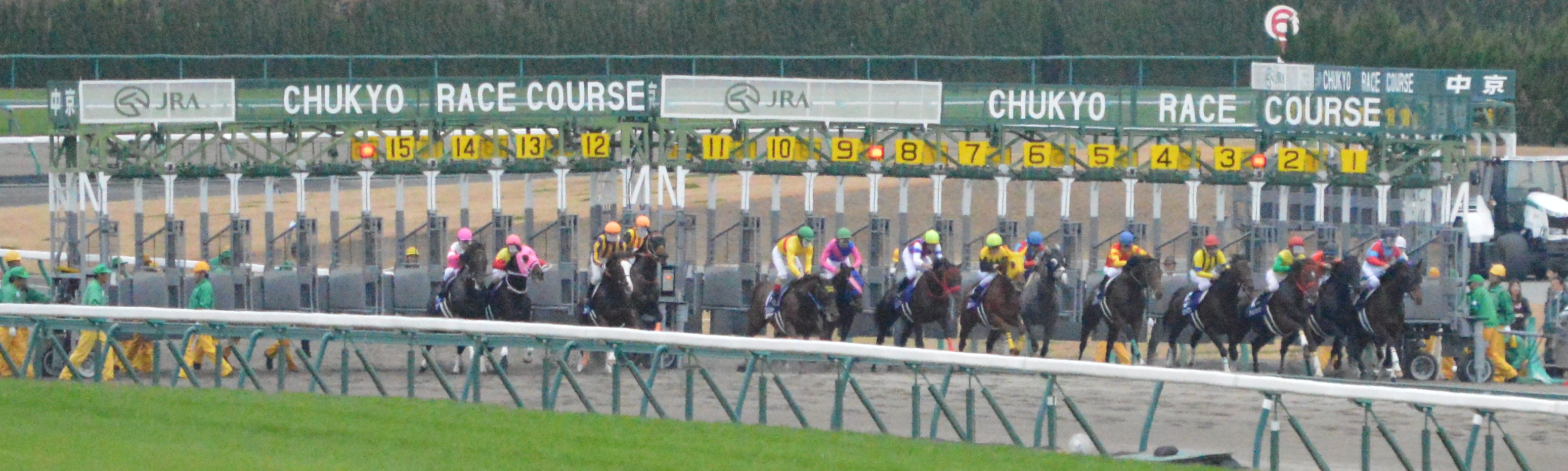
チャンピオンズCにて出遅れるゴールドドリーム（左から4頭目)

### 4歳（2017年）
年明け初戦、2月19日のフェブラリーステークスに2番人気で出走。中団追走から直線で抜け出すと最後はベストウォーリアとの競り合いを制しGI初制覇を飾るとともに前日に死亡した父ゴールドアリュールにささげる勝利となった。次走は初の海外遠征となる3月25日のドバイワールドカップに鞍上ジョアン・モレイラで出走したが、スタートで出遅れて押しながらの競馬となり、直線入り口では既に手応えがなく、ブービーの馬からも大きく離された最下位に敗れた。
帰国初戦の6月28日帝王賞は4、5番手で前を追走したが伸びきれず7着、続く10月9日のマイルチャンピオンシップ南部杯ではスタートで大きく出遅れ、直線で前を追い込んだものの5着と、帰国してからの2戦では結果を残せなかった。そのため鞍上がライアン・ムーアに乗り替わった12月3日のチャンピオンズカップでは8番人気まで人気を落としたが、レースは中団後方で進め、直線で外から一気に脚を伸ばし、1番人気テイエムジンソクをクビ差捉えて優勝。ウイングアロー、トランセンドに続く史上3頭目の同一年フェブラリーステークスとチャンピオンズカップ(ジャパンカップダート)制覇を達成した。

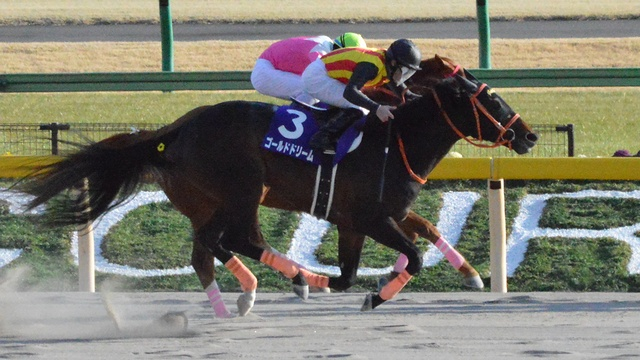
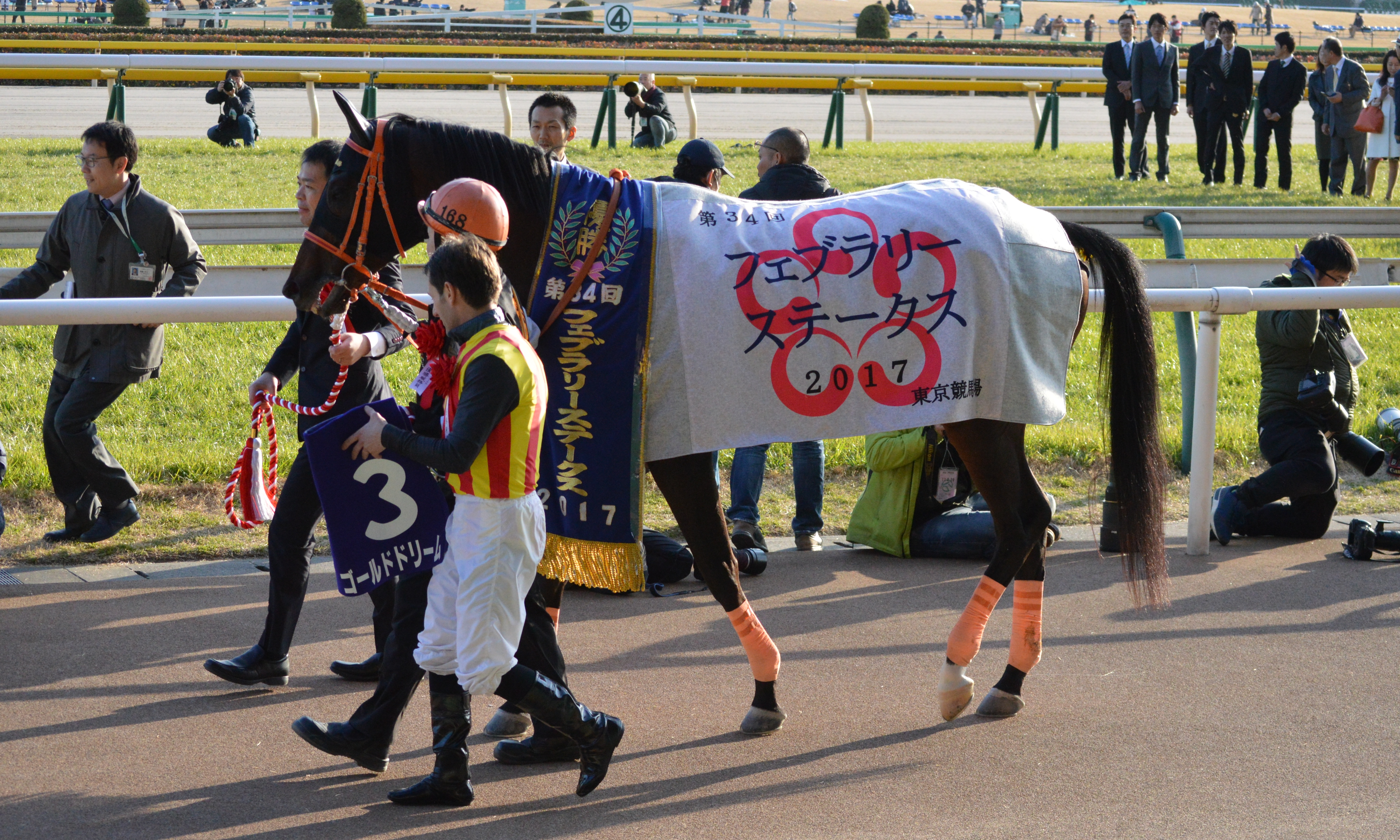
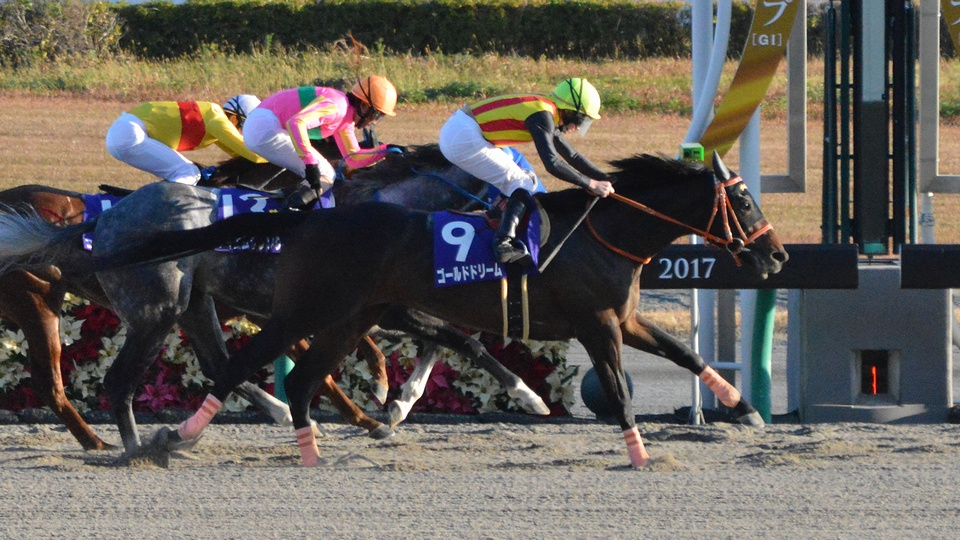

### 5歳（2018年）
1月9日、前年の活躍が認められ、2017年最優秀ダートホースに選出される。年明け初戦は引き続き鞍上ライアン・ムーアで2月18日のフェブラリーステークスに出走、レッツゴードンキなども出走し本馬を含めてGI/JpnI優勝馬が9頭揃う中で1番人気に推された。スタートではまたも少し出遅れて後方からの競馬となり、直線では外から追い上げて一旦は先頭に立ったものの、さらに後方から追い込んできたノンコノユメにゴール手前で交わされてクビ差の2着となった。
その後は前年に出走したドバイワールドカップへの出走は見送って5月2日のかしわ記念に鞍上クリストフ・ルメールで出走。前年の2着馬インカンテーションに次ぐ2番人気の支持を受けると、オールブラッシュが逃げる展開を先団から追走、直線で外に持ち出し前の2頭を差し切って優勝した。続く6月28日の帝王賞では出遅れてのスタートとなったが、テイエムジンソクが1000m59秒9のハイペースで飛ばす中で中団に位置を取り、向こう正面で前に上がって行くと直線では1番人気の前年優勝馬ケイティブレイブとの一騎打ちを制して優勝、JpnI連勝を飾った。
10月9日のマイルチャンピオンシップ南部杯ではここまで6戦5勝の3歳馬ルヴァンスレーヴとの対戦となり、レースではルヴァンスレーヴと並ぶ形で7番手から前を追走したが、直線では先に前に出たルヴァンスレーヴとの差を詰められず2着に敗れた。
次走は連覇を目指し12月3日のチャンピオンズカップに出走を予定していたが、右肩筋肉痛により回避することとなった。年内最終戦として12月29日の東京大賞典に出走し1番人気に推され、中団から脚を伸ばしたが、本馬の後ろに位置を取っていた3歳馬オメガパフュームに外から差し切られ、2戦連続の2着となった。

### 6歳（2019年）
年明け初戦は2月17日の第36回フェブラリーステークスに出走、圧勝続きの6連勝で臨んできたインティ（単勝オッズ2.6倍）と僅差の2番人気（3.0倍）の支持を受けた。インティが先手を取ってレースを引っ張る展開の中でオメガパフュームらと並んで中団に位置を取り、直線では外に持ち出して追い込んだが、逃げ粘るインティをクビ差捉えきれず、前年同様の2着に終わった。敗れたものの3着ユラノトには4馬身差を付けており、鞍上のルメールは「とにかく今日は勝った馬におめでとうと言いたいレース」と述べた。
続く5月6日のかしわ記念は、前走に引き続いての対戦となったインティが単勝オッズ1.6倍、本馬が1.9倍、3番人気のモーニンは27.2倍となり、本馬とインティの馬連は1.2倍という完全な2強ムードでの出走となった。レースでは出遅れて3番手からの競馬となったインティをマークする形で前を追走すると、直線では先に抜け出したインティをゴール手前で差し切り、1馬身1/2差を付けてかしわ記念連覇を達成した。また、この勝利により、GI/JpnI連続出走での連続連対記録を8に伸ばした。
その後は6月26日の帝王賞に向けて調整が進められていたが、6月12日の追い切り後に跛行し、左前脚の球節の外側の靭帯の張りが発覚。帝王賞は回避し、マイルチャンピオンシップ南部杯もしくはチャンピオンズカップでの復帰を予定していると発表された。
復帰初戦は予定通り10月14日のマイルチャンピオンシップ南部杯となり、休み明けながら単勝オッズ1.3倍の圧倒的な支持を受けて出走。レースでは先団に位置を取って競馬を進めたが、4コーナーで行きっぷりが悪くなり、直線でも前との差を詰められず地方馬モジアナフレイバーをクビ差で凌いでの3着という結果に終わった。
次走は12月1日のチャンピオンズカップに出走。デビューから無敗の5連勝で臨んできた3歳馬クリソベリル、インティやオメガパフュームなどの既対戦馬、前走JBCクラシックに優勝したチュウワウィザードなどのメンバーが揃った中で、最終的にクリソベリルを抑えて単勝オッズ3.5倍の1番人気に推された。レースではスタートからクリソベリルの後ろに付ける形で先団に位置を取り、直線では馬場の中央から抜け出して粘るインティに外から並びかけたものの、間を割って伸びたクリソベリルにクビ差及ばず、2着に敗れた。これでGI/JpnI通算5度目の2着、中央競馬のダートGIでは3戦連続のクビ差2着となり、鞍上のルメールは「前走よりコンディションは良かったし、勝つ自信はあったけど、また2着。残念ですね」とコメントした。
その後は次走の東京大賞典をラストランとし、翌年からはレックススタッドで種牡馬入りすることが発表された。しかし12月15日、翌年に1着賞金11億円のレースとして創設されるサウジカップへの出走プランが発表され、検疫の問題が解決されればクリソベリルと共に出走する見通しであることが明らかになった。
東京大賞典では前年優勝馬オメガパフューム、休養明けの前走を快勝したケイティブレイブと人気を分け合い、1番人気で出走した。レースでは逃げるアポロテネシーとケイティブレイブを3番手から追走したが、前の2頭が下位入線する展開の中直線半ばで脚色が鈍り、内のノンコノユメと外のオメガパフュームに差し切られ、さらにゴール前でモジアナフレイバーに交わされて4着に敗退。2017年のチャンピオンズカップ優勝から続いていたGI/JpnIでの連続3着内記録は10戦で途絶えることとなった。レース後、鞍上のルメールは「道中はいい感じでしたが直線のラスト200メートルあたりで疲れてしまいました」とコメント。元騎手の安藤勝己は「今日の馬場を思えば、先行した3頭はやり合いすぎた。とりわけゴールドドリームは距離がシビアなところあるで、外枠からあれだけ出すとなくなる」との見解を示している。

### 7歳（2020年）
前年に予定した通りサウジカップ、およびドバイワールドカップに出走を登録。両レースに選出され、クリソベリルと共に招待を受諾した。
迎えたサウジカップにはマキシマムセキュリティやミッドナイトビズー、ベンバトルなど世界の一流馬が揃う中、スタートで出遅れたものの最内枠からインに控える競馬に徹し、最終コーナーで手応え良く進出を開始して一度は3番手まで浮上するなど見せ場を作り6着で入線（1位入線のマキシマムセキュリティがのちに薬物違反により失格となったため5着に繰り上げ）。鞍上のルメールは「3～4角で凄くいい動きをして勝てると思った」とし、平田修調教師も「ほぼ世界最強のそろった中での6着。価値がある」とコメントした。
その後はドバイワールドカップ出走のためドバイに移動したが、新型コロナウイルス感染拡大の影響を受けてレースが開催中止となり、日本に帰国した。
帰国初戦は約3年半ぶりのGIIIとなる5月23日の平安ステークスに出走。日本国内でも感染防止の観点から騎手の節内移動が制限されたためルメールが騎乗できず、藤岡佑介を鞍上に迎えての出走となり、2番人気に推されたレースでは4番手追走から3着となった。
次走は帝王賞への出走が予定されていたが、平田調教師の「秋にしっかり競馬をさせたい」との意向から回避し、放牧に出ることとなった。
秋初戦は4年連続の出走となる10月12日のマイルチャンピオンシップ南部杯を選択。中団に位置をとったが、ダート1600mの日本レコードを更新する高速決着となった馬場が影響し、直線で伸びきれず6着に終わる。続く12月6日のチャンピオンズカップではルメールがカフェファラオに騎乗するため、新たに和田竜二とのコンビを結成。クリソベリル、カフェファラオに次ぐ3番人気での出走となった。レースでは道中中団で待機し、直線でクリソベリルを交わすと、ゴール前で粘るインティを差し切ったが、チュウワウィザードに2馬身半差及ばず2年連続の2着に敗退。中央ダートGIでは2018年フェブラリーステークスから4戦連続の2着となった。
その後は年末の東京大賞典から翌年のフェブラリーステークスを目指して調整されていたが、脚部不安を発症したため、12月29日にレックスオーナーズクラブのホームページ上で現役引退が発表された。2021年1月4日付で競走馬登録を抹消、引退後はレックススタッドで種牡馬となる。

## 競走成績
以下の内容は、JBISサーチおよびnetkeiba.com、サカブジョッキークラブに基づく。
| 競走日     | 競馬場   | 競走名            | 格    | 距離（馬場）  | 頭 数 | 枠 番 | 馬 番 | オッズ （人気） | 着順 | タイム （上り3F） | 着差  | 騎手        | 斤量 [kg] | 1着馬（2着馬）         | 馬体重 [kg] |
| ---------- | -------- | ----------------- | ----- | ------------- | ----- | ----- | ----- | --------------- | ---- | ----------------- | ----- | ----------- | --------- | ---------------------- | ----------- |
| 2015.12.13 | 阪神     | 2歳新馬           |       | ダ1800m（稍） | 16    | 1     | 2     | 004.50（3人）   | 01着 | R1:54.0（36.3）   | -0.4  | 0川田将雅   | 55        | （フォンターナリーリ） | 526         |
| 2016.01.05 | 京都     | 3歳500万下        |       | ダ1800m（良） | 14    | 7     | 12    | 002.50（1人）   | 01着 | R1:52.3（36.9）   | -0.1  | 0川田将雅   | 56        | （スーパーライナー）   | 524         |
| 0000.02.21 | 東京     | ヒヤシンスS       | OP    | ダ1600m（重） | 14    | 5     | 7     | 007.30（5人）   | 01着 | R1:35.4（35.5）   | -0.3  | 0田辺裕信   | 56        | （ストロングバローズ） | 516         |
| 0000.05.04 | 園田     | 兵庫CS            | JpnII | ダ1870m（良） | 12    | 5     | 6     | 001.30（1人）   | 02着 | R2:01.4（38.5）   | -1.2  | 0川田将雅   | 56        | ケイティブレイブ       | 517         |
| 0000.06.19 | 東京     | ユニコーンS       | GIII  | ダ1600m（良） | 16    | 6     | 12    | 002.90（2人）   | 01着 | R1:35.8（35.9）   | -0.0  | 0川田将雅   | 56        | （ストロングバローズ） | 512         |
| 0000.07.13 | 大井     | ジャパンDダービー | JpnI  | ダ2000m（良） | 12    | 5     | 6     | 002.30（1人）   | 03着 | R2:06.9（39.6）   | -1.2  | 0川田将雅   | 56        | キョウエイギア         | 518         |
| 0000.11.12 | 東京     | 武蔵野S           | GIII  | ダ1600m（重） | 16    | 4     | 8     | 003.40（2人）   | 02着 | R1:34.0（34.9）   | -0.2  | 0M.デムーロ | 56        | タガノトネール         | 514         |
| 0000.12.04 | 中京     | チャンピオンズC   | GI    | ダ1800m（良） | 15    | 7     | 12    | 005.70（2人）   | 12着 | R1:51.4（38.5）   | -1.3  | 0M.デムーロ | 56        | サウンドトゥルー       | 516         |
| 2017.02.19 | 東京     | フェブラリーS     | GI    | ダ1600m（良） | 16    | 2     | 3     | 005.00（2人）   | 01着 | R1:35.1（35.6）   | -0.0  | 0M.デムーロ | 57        | （ベストウォーリア）   | 520         |
| 0000.03.25 | メイダン | ドバイWC          | G1    | ダ2000m（重） | 14    | 3     | 3     |                 | 14着 |                   |       | 0J.モレイラ | 57        | Arrogate               | 計不        |
| 0000.06.28 | 大井     | 帝王賞            | JpnI  | ダ2000m（重） | 16    | 6     | 11    | 008.00（4人）   | 07着 | R2:06.2（39.2）   | -1.8  | 0M.デムーロ | 57        | ケイティブレイブ       | 517         |
| 0000.10.09 | 盛岡     | MCS南部杯         | JpnI  | ダ1600m（稍） | 16    | 7     | 13    | 003.40（2人）   | 05着 | R1:35.8（34.4）   | -0.9  | 0川田将雅   | 57        | コパノリッキー         | 524         |
| 0000.12.03 | 中京     | チャンピオンズC   | GI    | ダ1800m（良） | 15    | 5     | 9     | 013.00（8人）   | 01着 | R1:50.1（35.2）   | -0.0  | 0R.ムーア   | 57        | （テイエムジンソク）   | 538         |
| 2018.02.18 | 東京     | フェブラリーS     | GI    | ダ1600m（重） | 16    | 4     | 8     | 002.10（1人）   | 02着 | R1:36.0（36.4）   | -0.0  | 0R.ムーア   | 57        | ノンコノユメ           | 524         |
| 0000.05.02 | 船橋     | かしわ記念        | JpnI  | ダ1600m（良） | 12    | 6     | 7     | 003.20（2人）   | 01着 | R1:39.2（37.0）   | -0.2  | 0C.ルメール | 57        | （オールブラッシュ）   | 514         |
| 0000.06.27 | 大井     | 帝王賞            | JpnI  | ダ2000m（良） | 15    | 3     | 4     | 003.40（2人）   | 01着 | R2:04.2（38.7）   | -0.1  | 0C.ルメール | 57        | （ケイティブレイブ）   | 526         |
| 0000.10.08 | 盛岡     | MCS南部杯         | JpnI  | ダ1600m（良） | 14    | 5     | 7     | 001.60（1人）   | 02着 | R1:35.5（35.5）   | -0.2  | 0C.ルメール | 57        | ルヴァンスレーヴ       | 525         |
| 0000.12.29 | 大井     | 東京大賞典        | GI    | ダ2000m（良） | 16    | 7     | 13    | 002.20（1人）   | 02着 | R2:06.0（38.9）   | -0.1  | 0C.ルメール | 57        | オメガパフューム       | 514         |
| 2019.02.17 | 東京     | フェブラリーS     | GI    | ダ1600m（良） | 14    | 3     | 3     | 003.00（2人）   | 02着 | R1:35.6（34.8）   | -0.0  | 0C.ルメール | 57        | インティ               | 528         |
| 0000.05.06 | 船橋     | かしわ記念        | JpnI  | ダ1600m（稍） | 11    | 8     | 10    | 001.90（2人）   | 01着 | R1:40.2（37.7）   | -0.2  | 0C.ルメール | 57        | （インティ）           | 518         |
| 0000.10.14 | 盛岡     | MCS南部杯         | JpnI  | ダ1600m（良） | 16    | 7     | 13    | 001.30（1人）   | 03着 | R1:34.7（36.3）   | -0.5  | 0C.ルメール | 57        | サンライズノヴァ       | 526         |
| 0000.12.01 | 中京     | チャンピオンズC   | GI    | ダ1800m（良） | 16    | 6     | 11    | 003.50（1人）   | 02着 | R1:48.5（35.4）   | -0.0  | 0C.ルメール | 57        | クリソベリル           | 536         |
| 0000.12.29 | 大井     | 東京大賞典        | GI    | ダ2000m（稍） | 13    | 8     | 12    | 002.30（1人）   | 04着 | R2:05.6（39.3）   | -0.6  | 0C.ルメール | 57        | オメガパフューム       | 523         |
| 2020.02.29 | KAA      | サウジC           |       | ダ1800m（良） | 14    | 1     | 4     |                 | 05着 | R1:51.51（0.0）   | -0.93 | 0C.ルメール | 57        | Midnight Bisou         | 計不        |
| 0000.05.23 | 京都     | 平安S             | GIII  | ダ1900m（良） | 14    | 5     | 7     | 004.30（2人）   | 03着 | R1:56.5（36.2）   | -0.5  | 0藤岡佑介   | 58        | オメガパフューム       | 530         |
| 0000.10.12 | 盛岡     | MCS南部杯         | JpnI  | ダ1600m（稍） | 16    | 8     | 16    | 004.90（3人）   | 06着 | R1:33.5（35.6）   | -0.8  | 0C.ルメール | 57        | アルクトス             | 530         |
| 0000.12.06 | 中京     | チャンピオンズC   | GI    | ダ1800m（良） | 16    | 1     | 2     | 009.90（3人）   | 02着 | R1:49.7（36.6）   | -0.4  | 0和田竜二   | 57        | チュウワウィザード     | 532         |

## 種牡馬時代
2021年1月7日、繋養先のレックススタッドにスタッドイン。初年度の種付け料は100万円に設定され、程なく満口となった。
2024年8月17日、新潟6Rの新馬戦でジャナドリアが1着となり、JRAでの産駒初勝利を挙げる。

### 主な産駒
- 2022年産
  - ミトノドリーム（2024年九州ジュニアチャンピオン、ネクストスター佐賀）
  - ミラクルヴォイス（2024年ネクストスター門別、2025年星雲賞）
  - トサノマイヒメ（2024年フォーマルハウト賞、2025年土佐春花賞）
  - ジャナドリア（2025年雲取賞）

## 血統表
| ゴールドドリームの血統          | ゴールドドリームの血統                                     | ゴールドドリームの血統                               | （血統表の出典）                                     | （血統表の出典） |
| 父系                            | サンデーサイレンス系                                       | サンデーサイレンス系                                 | サンデーサイレンス系                                 | [ § 2 ]          |
| 父 ゴールドアリュール 1999 栗毛 | 父の父*サンデーサイレンス Sunday Silence（米） 1986 青鹿毛 | Halo                                                 | Hail to Reason                                       | Hail to Reason   |
| 父 ゴールドアリュール 1999 栗毛 | 父の父*サンデーサイレンス Sunday Silence（米） 1986 青鹿毛 | Halo                                                 | Cosmah                                               |                  |
| 父 ゴールドアリュール 1999 栗毛 | 父の父*サンデーサイレンス Sunday Silence（米） 1986 青鹿毛 | Wishing Well                                         | Understanding                                        | Understanding    |
| 父 ゴールドアリュール 1999 栗毛 | 父の父*サンデーサイレンス Sunday Silence（米） 1986 青鹿毛 | Wishing Well                                         | Mountain Flower                                      |                  |
| 父 ゴールドアリュール 1999 栗毛 | 父の母*ニキーヤ Nikiya 1993 鹿毛                           | Nureyev                                              | Northern Dancer                                      | Northern Dancer  |
| 父 ゴールドアリュール 1999 栗毛 | 父の母*ニキーヤ Nikiya 1993 鹿毛                           | Nureyev                                              | Special                                              |                  |
| 父 ゴールドアリュール 1999 栗毛 | 父の母*ニキーヤ Nikiya 1993 鹿毛                           | Reluctant Guest                                      | Hostage                                              | Hostage          |
| 父 ゴールドアリュール 1999 栗毛 | 父の母*ニキーヤ Nikiya 1993 鹿毛                           | Reluctant Guest                                      | Vaguely Royal                                        |                  |
| 母 モンヴェール 2003 鹿毛       | 母の父*フレンチデピュティ French Deputy（米） 1992 栗毛    | Deputy Minister                                      | Vice Regent                                          | Vice Regent      |
| 母 モンヴェール 2003 鹿毛       | 母の父*フレンチデピュティ French Deputy（米） 1992 栗毛    | Deputy Minister                                      | Mint Copy                                            |                  |
| 母 モンヴェール 2003 鹿毛       | 母の父*フレンチデピュティ French Deputy（米） 1992 栗毛    | Mitterand                                            | Hold Your Peace                                      | Hold Your Peace  |
| 母 モンヴェール 2003 鹿毛       | 母の父*フレンチデピュティ French Deputy（米） 1992 栗毛    | Mitterand                                            | Laredo Lass                                          |                  |
| 母 モンヴェール 2003 鹿毛       | 母の母*スペシャルジェイド Special Jade（米） 1993 鹿毛     | Cox's Ridge                                          | Best Turn                                            | Best Turn        |
| 母 モンヴェール 2003 鹿毛       | 母の母*スペシャルジェイド Special Jade（米） 1993 鹿毛     | Cox's Ridge                                          | Our Martha                                           |                  |
| 母 モンヴェール 2003 鹿毛       | 母の母*スペシャルジェイド Special Jade（米） 1993 鹿毛     | Statistic                                            | Mr. Prospector                                       | Mr. Prospector   |
| 母 モンヴェール 2003 鹿毛       | 母の母*スペシャルジェイド Special Jade（米） 1993 鹿毛     | Statistic                                            | Number                                               |                  |
| 母系(F-No.)                     | (FN:5-h)                                                   | (FN:5-h)                                             | (FN:5-h)                                             | [ § 3 ]          |
| 5代内の近親交配                 | Northern Dancer4×5 Special4×5 Turn-to5×5 Nijinsky5×5       | Northern Dancer4×5 Special4×5 Turn-to5×5 Nijinsky5×5 | Northern Dancer4×5 Special4×5 Turn-to5×5 Nijinsky5×5 | [ § 4 ]          |
| 出典                            | 1. 2. 3. 4.                                                | 1. 2. 3. 4.                                          | 1. 2. 3. 4.                                          | 1. 2. 3. 4.      |

- 5代母は名繁殖牝馬Specialであり、Sadler's WellsやNureyev、Blame、エルコンドルパサーなどが近親にあたる。